# Jehan de Braine
Giovanni di Dreux o di Braine, Jean in francese, Joan in catalano e Johannes in latino (1200 circa – Tripoli, 1239), è stato, jure uxoris, conte di Mâcon e di Vienne dal 1225 fino alla sua morte.

## Origine
Secondo la Chronica Albrici Monachi Trium Fontium, Giovanni, era il figlio più giovane di Roberto II di Dreux e della sua seconda moglie, Yolanda di Coucy, ed era di sangue reale, in quanto pronipote del re di Francia Luigi VI e della regina Adelaide di Savoia.

## Biografia
Verso il 1224, Giovanni aveva sposato l'erede delle contee di Mâcon e di Vienne, Alice, che, secondo la Chronica Albrici Monachi Trium Fontium, era l'unica figlia del conte di Mâcon e di Vienne, Gerardo II e della moglie,  Guigone di Forez, della casa d'Albon († dopo il 1239), figlia di Ghigo III Conte di Forez casa d'Albon e della sua seconda moglie Adelasia, come conferma il documento nº 4409 del Recueil des chartes de l'abbaye de Cluny. Tome 5, e sorella di Ghigo IV Conte di Forez, come conferma la Chronica Albrici Monachi Trium Fontium.
Il nonno di sua moglie, il contea di Mâcon, Guglielmo V, morì nel 1224, e il padre di Alice, Gerardo, come conferma la Chronica Albrici Monachi Trium Fontium, gli succedette come Gerardo II di Mâcon; governò le due contee per pochi mesi, in quanto morì in quello stesso anno o nel 1225; infatti la Chronica Albrici Monachi Trium Fontium, citando lo zio di Alice, Enrico, riporta che in quella data Gerardo era già morto (Henrico Viennensi frater Gerardi iam defuncti).
Alice succedette a Gerardo II che era ancora minorenne, come precisano gli Annales de Bourgogne, tome XLIII, année 1971, fascicule 2, con Giovanni di Dreux.
Secondo il documento n° IX della Histoire générale et particulière de Bourgogne. Tome 2, Giovanni e Alice nel 1227, avevano ceduto il governo della contea di Vienne allo zio paterno di Alice, Enrico, che, in quella data si cita come conte di Vienne.
Nel 1235, Giovanni e Alice acquistarono un terreno (Johannes comes Matisconensis et Aalis comitissa Matisconensis), secondo il documento nº 2396 del Layettes du trésor des chartes: de l'année 1224 à l'année 1246, e, sempre in quello stesso anno, Alice (A. comitissa Matisconensis) e Giovanni (J. comes Matisconensis dominus et maritus noster), fecero uno scambio di proprietà, secondo il documento n° IX della Histoire générale et particulière de Bourgogne. Tome 2.
Giovanni, che, secondo la Histoire de Mâcon du IXème au XIIIème, era stato piuttosto turbolento durante la reggenza di Bianca di Castiglia, nel 1236, assieme ad Alice si riconobbero sudditi del re di Francia, Luigi IX .
Essendo senza discendenza, nel febbraio del 1239, Giovanni (Johannes comes Matisconensis) e Alice (Aales comitissa eius uxor), come riporta il documento nº 2776  del Layettes du trésor des chartes: de l'année 1224 à l'année 1246, vendettero al re Luigi IX la Contea di Mâcon (comitatum Matisconensem), in cambio di 10.000 livres più una rendita di 1.000 livres annue.
Come riporta il Recueil des historiens des croisades. Historiens occidentaux. Tome second, Giovanni di Dreux (Johan de Drues conte de Mascon), nel 1239, prese parte alla crociata del 1239, guidata dal re di Navarra Tebaldo I, imbarcandosi ad Aigues-Mortes per San Giovanni d'Acri, in Palestina, dove in quello stesso anno, a Tripoli, trovò la morte e fu tumulato nella chiesa degli Ospitalieri di Tripoli.
Rimasta vedova, sua moglie, Alice, si ritirò in convento, e si fece monaca nell'abbazia di Maubuisson, da poco fondata dalla cugina, la regina madre, Bianca di Castiglia nei pressi di Pontoise e divenne la prima badessa dell'Abbaye du Lys, nei pressi di Melun come riporta la Gallia Christiana in provincias ecclesiasticas distributa, Volume 12.
Giovanni fu inoltre un troviero.
Dell'opera poetica di Giovanni sopravvive una pastourelle, "Par desous l'ombre d'un bois", e due chansons d'amour, "Pensis d'amours, joians et corociés" e "Je n'os chanter trop tart ne trop souvent". Tra queste solo "Pensis d'amours" è conservata con notazione mensurale, nel Chansonnier Cangé. Nel Manuscrit du Roi e nello Chansonnier de Noailles, la melodia termina su note diverse. Esistono tre componimenti poetici francesi attribuiti a Giovanni di Brienne i quali in realtà sono opera di Giovanni: Jehan de Braine.

Moniot d'Arras indirizza una delle sue chansons a Jehan, riferendosi al nipote di Jehan, Jehan le Roux, come Comte de Bretagne.

## Discendenza
Alice a Giovanni non diede figli.

## Ascendenza
|                     |   |                    | Genitori             |  |  | Nonni |  |  | Bisnonni            |  |  | Trisnonni            |  |
|                     |   |                    |                      |  |  |       |  |  | Luigi VI di Francia |  |  | Filippo I di Francia |  |
|                     |   |                    |                      |  |  |       |  |  | Luigi VI di Francia |  |  | Filippo I di Francia |  |
|                     |   | Berta d'Olanda     |                      |  |  |       |  |  | Luigi VI di Francia |  |  |                      |  |
| Roberto I di Dreux  |   |                    |                      |  |  |       |  |  | Luigi VI di Francia |  |  |                      |  |
|                     |   | Adelaide di Savoia | Umberto II di Savoia |  |  |       |  |  |                     |  |  |                      |  |
|                     |   | Adelaide di Savoia | Umberto II di Savoia |  |  |       |  |  |                     |  |  |                      |  |
|                     |   | Adelaide di Savoia | Giselda di Borgogna  |  |  |       |  |  |                     |  |  |                      |  |
| Roberto II di Dreux |   | Adelaide di Savoia |                      |  |  |       |  |  |                     |  |  |                      |  |
|                     |   | Guido di Baudemont | …                    |  |  |       |  |  |                     |  |  |                      |  |
|                     |   | Guido di Baudemont | …                    |  |  |       |  |  |                     |  |  |                      |  |
|                     |   | Guido di Baudemont | …                    |  |  |       |  |  |                     |  |  |                      |  |
| Agnès de Baudement  |   | Guido di Baudemont |                      |  |  |       |  |  |                     |  |  |                      |  |
|                     |   | …                  | …                    |  |  |       |  |  |                     |  |  |                      |  |
|                     |   | …                  | …                    |  |  |       |  |  |                     |  |  |                      |  |
|                     |   | …                  | …                    |  |  |       |  |  |                     |  |  |                      |  |
| Jehan de Braine     |   | …                  |                      |  |  |       |  |  |                     |  |  |                      |  |
|                     | … | …                  |                      |  |  |       |  |  |                     |  |  |                      |  |
|                     | … | …                  |                      |  |  |       |  |  |                     |  |  |                      |  |
|                     | … | …                  |                      |  |  |       |  |  |                     |  |  |                      |  |
| …                   | … |                    |                      |  |  |       |  |  |                     |  |  |                      |  |
|                     |   | …                  | …                    |  |  |       |  |  |                     |  |  |                      |  |
|                     |   | …                  | …                    |  |  |       |  |  |                     |  |  |                      |  |
|                     |   | …                  | …                    |  |  |       |  |  |                     |  |  |                      |  |
| Yolanda di Coucy    |   | …                  |                      |  |  |       |  |  |                     |  |  |                      |  |
|                     |   | …                  | …                    |  |  |       |  |  |                     |  |  |                      |  |
|                     |   | …                  | …                    |  |  |       |  |  |                     |  |  |                      |  |
|                     |   | …                  | …                    |  |  |       |  |  |                     |  |  |                      |  |
| …                   |   | …                  |                      |  |  |       |  |  |                     |  |  |                      |  |
|                     |   | …                  | …                    |  |  |       |  |  |                     |  |  |                      |  |
|                     |   | …                  | …                    |  |  |       |  |  |                     |  |  |                      |  |
|                     |   | …                  | …                    |  |  |       |  |  |                     |  |  |                      |  |
|                     |   | …                  |                      |  |  |       |  |  |                     |  |  |                      |  |

### Fonti primarie
- (LA)  Histoire générale et particulière de Bourgogne. Tome 2.
- (LA)  Recueil des chartes de l'abbaye de Cluny. Tome 5.
- (LA)  Gallia Christiana in provincias ecclesiasticas distributa, Volume 12.
- (LA)  Monumenta Germaniae Historica, Scriptores, tomus XXIII.
- (LA)  (FR)  Annales de Bourgogne, tome XLIII, année 1971, fascicule 2.
- (FR)  Recueil des historiens des croisades. Historiens occidentaux. Tome second.
- (LA)  Layettes du trésor des chartes: de l'année 1224 à l'année 1246.

### Letteratura storiografica
- (FR)  Histoire de Mâcon du IXème au XIIIème.
- (FR)  Guerreau, Alain. "Jean de Braine, trouvère et dernier comte de Mâcon (1224–1240)."
- (EN)  Karp, Theodore. "Jehan de Braine." Grove Music Online. Oxford Music Online. (url consultato il 20 settembre 2008).